# 문학의 영화화
문학의 영화화라는 것은 소설이나 전기 따위의 문학작품을 영화로 만드는 것을 뜻한다.

## 개요
문학 텍스트와 영화 텍스트 사이의 가장 일반적이며 빈번한 상호교류를 우리는 각색이라고 한다. 각색은 시, 희곡, 소설 등 활자로 이루어진 문학작품이 시각적 이미지로 전화되어 영상화 되는 것을 말한다. 이는 단순히 읽을거리를 볼거리로 전환시키는 것만을 의미하는 것은 아니다.
문학작품의 플롯이 주물이라고 한다면 각색은 주형틀을 이용해서 새로운 주형을 만드는 작업이라고 할 수 있다. 새롭게 제작된 주형이 원주물과 내용물이 같지만 형태가 다르듯이 문학을 영상화한 작품도 플롯의 구성물이 같더라도 형태면에서 차이가 나는 것이다. 각색된 작품은 원작의 감동을 전달하는 한편, 원작과는 다른 의미와 시사점을 만들어낸다.
조지 블루스턴(J.Bluestone)은 개념에 대해서 일찍부터 한국적으로 탐색했다. 그는 소설이 관념적인 형태라면, 영화는 지각적, 재현적인 형태의 예술라고 서로의 차이를 대조했었다. 또한 영화가 소설을 아무리 충실하게 각색한다고 해도 근본적으로 창작인 것이기 때문에, 시나리오 작가는 언어적 감각에만 제한되어 있는 소설의 원작을 주관적으로 해석해서 알기 쉽게 해설하기에 창작일 수밖에 없다고 했다. 소설을 영화로 각색하는 것에는 단순한 시각적인 재현에만 만족할 수 없기에 그 어려움이 따른다. 소설을 영화적인 언어로 재창조해야 한다는 원칙과 당위성이 얼마만큼 충족시켜주어야 하느냐에 따라 각색의 성패 여부가 갈린다.

## 문학과영화의매체특성

### 문학과영화의 공통점
문학이란 쉽게 말해 언어예술이라고 할 수 있다. 즉 넒은 의미로 보면, 말로 된 것이든 글로 표현된 것이든 언어예술이면 모두 다 문학이라고 할 수 있다. 이를 통해 생각해보면 영화도 문학에 포함되는 것이며, 따라서 서로 많이 닮았다고 할 수 있다. 그것이 글이 아닌 영상을 통해 실현되지만, 기본적인 구성요소가 언어이며, 예술의 한 양상을 띠고 있기 때문이다. 하지만 여기서 계속 논의되고 있는 문학은 각색의 대상이 되는 것으로서, 광의의 문학이라기보다는 좁은 의미의 문학을 의미한다.
그런데, 이렇게 문학을 좁게 규정지어 보면, 영화는 그 이전에 넓은 의미에서 가질 수 있었던 문학과의 공통적 성질을 잃는 것처럼 보인다. 글로 표현 되었다는 조건을 잃기 때문이다. 그러나 영화를 만들기 위한 필수 작업이자, 영화의 근간이 되는 시나리오에 대해 생각해본다면, 영화와 문학 사이의 관계는 다시 한 번 긴밀해진다. 시나리오를 통해 영화는 ‘텍스트성을 가진 서사’라는 요소를 확보하게 되고, 그에 따라 ‘좁은 의미의 문학’과의 교집합을 형성하기 때문이다. 이러한 특성상의 공유는 영화의 사건 전개가 소설이나 희곡에서의 사건 전개와 아주 비슷한 양상을 가지게 되는 데까지 나아가게 만든다.
소설이나 희곡에서의 사건 전개를 간단하게 나타내는 용어가 프라이타크(Freytag)의 삼각형이다. 즉, 사건의 전개를 발단, 상승, 위기 혹은 절정, 하강, 파국의 다섯 단계로 진전시키는 것이다. 발단과 상승 단계 사이에는 자극적 계기를 만들어서 보는 이들의 관심을 집중시키고, 최고조에 이른 사건을 파국으로 끌어내리기 위해서는 비극적 계기를 만들어 사건의 흐름을 위기나 절정에서 끌어내어 매듭을 짓는다. 바로 이러한 사건 전개 방식을 기본으로 시나리오의 사건 전개도 이루어지게 된다.
한편, 문학과 영화의 매체적 공통점은 이렇게 같은 요소의 공유에서도 나오지만, 다른 요소의 유사성에서도 발견할 수 있다. 그 예로 영화의 몽타주기법을 들 수 있는데 몽타주란, 프랑스어로 ‘monter(조립하다)’와 ‘narratage(해설하다)’의 결합어이며, '시간이나 사건의 경과를 나타낼 때 사용하는 영상의 편집된 장면 전환'을 말한다. 영화의 장면과 장면을 연결시키는 기법이라고 할 수 있으며, 편집과 동의어로 쓰이기도 한다. 한편, 이러한 몽타주에 대응하는 영어단어 'compostion'은 문학의 '구성'에 대응하는 개념이며, 서사학에서 몽타주의 배열 원리는 플롯에 대응된다. 이렇게 볼 때, 영화의 기법으로서의 몽타주가 문학에서는 '구성'의 역할을 하고, 몽타주의 배열 원리는 서사문학에서의 플롯과 같은 역할을 함을 알 수 있다.
또 다른 예로는 미장센을 들 수 있다. 미장센이란 한 화면 속에 담기는 이미지의 모든 구성요소들과, 이를 통해 주제를 드러내도록 하는 감독의 작업을 가리킨다. 이는 소설문학에서의 지문, 희곡문학에서의 지시문의 역할과 대응된다고 할 수 있다. 소설의 지문이나 희곡의 지시문이, 독자의 머릿속에 일종의 이미지를 형성 하고, 그 구성요소들은 주제와 긴밀한 연관을 가지기 때문이다.
이렇게 영화와 문학은 같은 요소를 공유한다는 점에서 그리고 다른 요소지만 같은 역할을 수행한다는 점에서 매체적 특성상의 공통점을 가진다.

### 문학과영화의 차이점
이 둘의 차이점은 둘의 공통점의 장벽을 단번에 무너뜨린다. 먼저 희곡과 시나리오를 비교해보면, 희곡은 그 자체로 문학의 한 장르가 된다. 구태여 연극화되지 않아도 작품을 감상하는 것이 가능한 것이다. 그리고 이 때 가장 중요한 역할을 하는 요소는 언어적 요소인 대사이다. 하지만. 시나리오는 희곡과 달리 독자적인 문학의 장르로서 존재하기보다는 영화를 찍기 위한 수단의 역할이 더 우선된다고 할 수 있다. 그리고 영화의 감동은 대사 한마디의 문학성에서 오기보다는 화면에 나타난 이미지에 많은 정도 의존한다. 극단적으로 말해서 영화는 대사가 없이도 존재할 수 있는 것이다.
근본적인 차원에서, 문학, 특히 소설이나 희곡과 같은 서사문학은 읽는 매체이므로, 독자들은 문자로 드러나는 사건들을 읽으면서 이를 연속된 장면으로 재인식해야한다. 반면, 영화는 보이는 매체이므로 감상자는 이를 그대로 받아들이기만 하면 된다. 결국 영화가 이미지를 일차적인 소통수단으로 삼고 있다면, 문학은 이차적인 수단으로 이미지를 이용하고 있다고 할 수 있다. 모든 예술은 그 존재의 제1목적이 감상의 대상이 되는 것이다. 즉, 감상되기 위해 예술이 존재한다. 이를 통해 문학과 영화라는 두 장르는 모든 공통점을 상쇄하고도 남을 만큼의 큰 차이점을 지닌다고 할 수 있다.

### 영화의 발전에 대한문학전문가들의 입장
영화의 폭발적인 저변의 확대에 대해 문학 전문가들의 입장은 둘로 나뉜다. ‘문학의 위기’로 보는 입장과 ‘문학의 확대’로 보는 입장이다. 위기로 보는 입장은 영상매체는 단편적, 감각적, 즉물적인 특징에 상업적 특징까지 결합되어 있는 것에 따라서 문학 작품을 읽지 않는 세태에 우려를 표한다. 확대로 보는 입장은 영화와 문학을 가르는 대신에 이 둘의 상호소통을 인정해서 영화를 현대적으로 변용된 문학 향유방식으로 해석한다. 어떤 관점을 취하든지 현대에 문학과 영화가 상호 공존하는 현상을 무시할 수 없다.

## 역사
문학의 영상화의 측면에서 각색의 역사를 살펴보면, 문학작품을 통해 영화를 만드는 것은 영화 자체의 역사만큼이나 오래되었으며, 그에 대한 세간의 관심도 상당했다. 영화사에서 최초의 영화 상영은 프랑스의 뤼미에르 형제가 파리의 한 살롱에서 시네마토그래프로 필름을 상영했던 1895년이었다.
그리고 최초의 각색영화 또한 뤼미에르 형제가 선보였는데, 첫 영화를 상영한 2년 뒤인 1897년의 일이었다. 두 형제는 기독교 성서를 내러티브의 소재로 삼아 13개의 장면들로 이루어진 각색영화를 선보였다. 1910년대에 이르러서는 많은 영화 제작자들이 대중에게 잘 알려진 고전적 영미소설들을 영화로 각색하기 시작하였다. 이 무성영화 시기의 대표적 각색영화로는 [[<로빈슨 크루소 표류기>]](Robinson Crusoe, 1902), [[<걸리버 여행기>]](Gulliver’s Travel, 1902), [[<톰 아저씨의 오두막>]](Uncle Tom's Cabin, 1902), [[<프랑켄슈타인>]](Frankenstein, 1905) 등이 있다. 소설과 영화 두 매체 사이의 교류는 여전히 활발하게 이어져 오고 있는 것에 따라서 100년 이상이 지난 오늘날 상업적인 목적으로 만들어진 모든 영화의 절반 이상이 문학작품을 바탕으로 하고 있다. 시나 희곡을 비롯한 다양한 문학 장르로부터 각색된 많은 영화들이 있지만 그 중에서도 소설은 특히 영화 역사상 가장 인기 있는 내러티브의 원천이 되어왔다고 할 수 있다. 비평가 패트리샤 홀트(patricia Holt)의 조사에 의하면 영화의 평균 30% 정도가 소설을 바탕으로 각색된 작품이라고 하고, 베스트셀러 명단에 오른 소설은 거의 80% 정도가 각색되어 영화로 상영된다고 한다.

## 각색의 패러다임

### 개별적 영화이론가들이 제시하는 각색의 종류
문학작품으로부터 각색된 영화에 대해서는 종잡을 수 없는 평가의 차이가 존재한다. 같은 영화에 대해서 비평가들은 서로 상반되는 극단의 평을 내리곤 한다. 그런 평가의 차이는 비평가 개개인의 주관적인 성향에 의한 것이기보다는 근본적으로 비평가들이 저마다 서로 다른 이론적 패러다임을 기준으로 각 영화를 판단하고 비평하기 때문이다.

#### 지프리 와그너(Geoffrey Wagner)
각색의 세 가지 범주를 “전환(transposition)”, “논평(commentary)”, “유사(analogy)”로 나누고 있다.
- 전환은 “눈에 띄는 두드러진 간섭 없이 원작소설을 그대로 직접 영화로 옮기는 각색 방식을 뜻한다”[12]
- 논평은 “원작을 중심으로 따르지만 의도적으로는 또는 무심코 어떤 부분을 변화시키는 것으로, 이것은 원작에 대한 배신이나 철저한 위반이라기보다는 제작사 측에서 다른 의도를 가질 때 생긴다고 할 수 있다”[12]
- 유사란 “전혀 다른 예술작품을 만들어 내기 위해 원작으로부터 상당히 많은 이탈을 포함하는 것”[12]으로 원작과 거의 닮은 점이 없는 각색이다.

#### 마이클 클라인(Michael Klein)과길리안 파커(Gillian Parker)
두 비평가는 주장하는 소설에서 영화로 옮겨지는 각색 과정에 대한 세 가지 주요 접근법으로는 “원작그대로의 각색(literal adaptation)” “비판적 각색(critical adaptation)” “자유 각색(free adaptation)”이다.
- 원작그대로의 각색[13]

《오만과 편견》(Pride and Prejudice, 1940년 영화), 《크리스마스 캐롤》(Christmas Carol, 1959년 영화), 《인간의 굴레》(Of Human Bondage, 1964년 영화), 《아들과 연인들》(Sons and Lovers, 1960년 영화)
- 비판적 각색[13]

원작소설의 핵심적인 내러티브 구조를 나름대로 유지하면서도 원작 텍스트에 대한 독창적인 재해석이나 해체적 전복을 시도하는 것을 지칭한다. 주로 자신만의 독특한 시각으로 기존의 문학적 소재를 새롭게 접근하는 작가주의 감독들의 작품에서 두드러진다.
루이스 부누엘(Luis Bunuel)이 각색한 다니엘 디포(Daniel Dofoe) 원작의 《로빈슨 크루소》(Robinson Crousoe, 1954년 영화), 스탠리 큐브릭(Stanley Kubrick) 감독이 윌리암 새커리(William Thackery)의 19세기 소설을 직접 각색, 제작, 연출하여 화제가 된 《베리 린든》(Barry Lyndon, 1975년 영화), 조셉 스트릭(Joseph Strick)이 제임스 조이스(James Joyce)의 소설을 각색한 《젊은 예술가의 초상》(A Portrait of the Artist as a Young Man, 1979년 영화)
- 자유 각색[13]

원작소설의 충실한 재연에는 별 관심이 없고 오로지 원작을 기본 소재로만 이용하여 새로운 작품을 만들어내는 데에 집중하는 것이다.
19세기 말에 발표된 브램 스토커(Bram Stoker)의 고딕소설 《드라큘라》(Dracula, 1897)를 원작에 상관없이 자유롭게 각색한 워너 허조그(Werner Herzog)의 《흡혈귀 노스페라토》(Nosferato the Vampyre 1979년 영화), 영국 소설이 조셉 콘래드(Joseph Conrad)의 《어둠의 핵심》(Heart of Darkness, 1902)을 베트남 전쟁을 배경으로 각색한 프란시스 포드 코폴라(Francis Ford Coppola)감독의 《지옥의 묵시록》(Apocalypse Now, 1979년 영화) 등이 있다.

#### 더들리 앤드루(Dudley Andrew)
저명한 영화이론가 더들리 앤드루(Dudley Andrew)는 각색의 기본양상을 “차용,” “교차,” 그리고 “변형” 세 가지로 구분 지어 제시하고 있다.
- 차용(borrowing)이란 “예술가가 일반적으로 성공을 거둔 이전 텍스트의 소재, 아이디어 또는 형식을 다소 광범위하게 사용하는 것”[14]을 지칭한다. 여기에서 중요한 관심의 대상이 되는 것은 예술적 독창성이지, 원작에 대한 충실성은 아니다.
- 교차(intersecting)는 각색에 동화되지 않고 원작 텍스트 고유의 독특성이 어느 정도 그대로 보존된 각색 형태이다.[14]
- 변형(transformation)은 “각색에 관한 논의 중 가장 흔하고도 지루한 것”[14]으로 “각색이 해야 할 일은 원작에 관한 어떤 본질적인 것을 영화 속에 재생산 하는 것”[14]을 주장하는 이론으로 원작의 충실한 재연을 강조하는 것으로 이해될 수 있다.

#### 루이스 자네티(Louis Gianetti)
케이스 웨스턴 리저브 대학의 영문과 교수이며 국내에서도 잘 알려진 영화이론가 루이스 자네티(Louis Gianetti)는
원작소설에 대한 충실도를 기준으로 세 가지 종류의 각색을 제시하고 있다.
- 느슨한 각색(the Loose adaptation)[15]

문학 텍스트로부터 단지 어떠한 아이디어나 상황 또는 등장인물을 선택한 후에 그 다음부터는 원작과 상관없이 독자적으로 자유롭게 영화를 진행시켜 나가는 것이다. 자네티는 일본 영화의 거장 구로사와 아키라(Kurosawa Akira) 감독이 셰익스피어의 《멕베스》(Macbeth)와 《리어 왕》(King Lear)을 각각 재해석한 영화 《거미집의 성》(The Throne of Blood, 1957년 영화)과 《난》(Ran, 1985년 영화)을 이의 대표적인 실례로 들고 있다. 구로사와 감독의 각색영화들과 셰익스피어의 비극들과의 관계는 사실 피상적이지만 오히려 그 때문에 뛰어난 각색으로 평가받고 있다. 특히 《거미집의 성》은 원작의 충실한 재현을 미덕으로 삼던 기존의 셰익스피어 희곡의 각색 전통을 과감히 탈피하고 《멕베스》의 대사를 거의 직역하지 않고 오직 영화적 이미지로 시각화하는 데에 탁월한 예술적 역량을 집중했다.
- 충실한 각색(the Faithful adaptation)[15]

최대한 원작의 정신에 가깝게 문학작품을 영상적 시각에서 재창조하는 것이다. 헨리 피일딩(Henry Fielding)의 18세기 영국소설을 각색한 토니 리차드슨(Tony Richardson) 감독의 1963년도 작품 《톰 존스》(Tom Jones, 1963년 영화)는 충실한 각색에 속한 영화이다. 원작소설의 기본 이야기 구조와 주요 사건, 인물들을 대부분 그대로 담아내고 있다. 그러나 이 영화는 각색영화의 본질에 따라서 이야기의 진행상 소설 속의 수많은 사건과 장면들을 생략하고 주요한 에피소드에 초점을 맞추고 있기 때문에 원작을 단순히 시각화하여 그대로 옮겨놓은 것은 아니다.
- 원작 그대로의 각색(the Literal adaptation)[15]

보통 오리지널 연극 작품을 각색하는 경우에만 한정된다고 할 수 있다. 주로 무대 위의 등장인물의 행위와 대사를 그대로 카메라에 담아내는 각색이라 할 수 있다. 이처럼 롱 쇼트로 카메라를 객석에 고정시킨 채 실연중인 연극을 찍는 것은 초기 무성영화 시대부터 많이 쓰였던 방법이기도 했다.

### 흔히 쓰이는 각색의 세 가지 패러다임
명확한 구분의 편의상 세 가지를 서로 다른 유형으로 소개하지만 실제로는 저마다 완전히 다른 차별성과 배타성을 지닌다기보다는 서로 비슷한 공통점들도 많이 갖고 있다. 이 들 패러다임 간 차이는 이론적 우선 순위에 대한 강조의 정도 차이에서 비롯된 것이라고 할 수 있다.

#### 충실한 각색
영화를 원작소설에 충실하게 시각화하는 과정이다. 원작소설의 내러티브 요소들인 배경, 인물, 주제, 플롯 등을 얼마나 원작에 근접하게 옮겨놓았는지에 따라서 그 각색영화의 가치가 결정된다. 그러나 소설은 보통 영화 대본의 세 배 정도의 분량이기 때문에 영화화 과정에서 단순화와 생략은 동반될 수밖에 없다. 이런 제약에도 불구하고 충실성 패러다임에 입각한 비평가들은 영화가 원작소설의 내용과 주제를 충실히 살려주기를 기대한다. 이 패러다임에 기저에는 소설의 우월성과 영화의 상대적인 열등감을 가정하고 있다고 볼 수 있다. 또한 영화를 평가하는 기준으로 충실도를 유일하게 꼽기 때문에 영화적 표현기법이나 시각적 요소들에 대해서는 별로 관심이 없다.

#### 다원적 각색
허만 메빌의 《빌리 버드》(Billy Budd)의 1962년도 각색을 맡았던 드윗 보딘(DeWitt Bodeen)은 문학작품을 영화로 각색하는 것은 의심할 여지없이 창조적인 작업이라 할 수 있지만 이것은 일종의 선택적인 해석과 더불어 원작소설에서 구현된 분위기를 재창조하며 유지할 수 있는 능력을 필요로 하다고 했다. 비평가 모리스 베자 (Morris Beja)는 각색영화는 하나의 예술 작품으로서 원작소설과 관계는 되지만 동시에 독립성을 지니며, 하나의 예술적인 업적으로서 원작과 기묘하게 같으면서도 무언가는 다르다고 했다. 즉 이 패러다임은 원작과 각색영화 사이의 조화를 옹호하는 중도적 입장이라고 할 수 있다. 영화가 그 자체로서의 독립성을 유지하며 존재하는 것을 강조하면서 동시에 원작소설의 어조, 분위기, 정신 등도 영상을 통해 구현되는 것을 중요시 한다. 이 같은 이론에서는 두 매체 즉, 원작소설과 영화 사이의 유사점들을 제시하는 것이 성공적인 각색으로 일컬어진다.

#### 변형적 각색
원작소설을 앞으로 새롭게 가공될 원료 정도로 취급한다. 이는 그 자체로서 원작소설에서 완전히 벗어나 있는 하나의 예술적 성취라고 할 수 있다. 이 입장을 취하는 영화 비평가들 사이에서도 원작소설과 각색영화의 독립성 정도에 따라 조금씩은 다른 이론적 견해를 갖는다. 그러나 중요한 것은 영화가 얼마나 원작소설을 존중하며 만든 각색이냐가 아니라 얼마나 자신의 시각적인 비전을 존중하면 창의적으로 각색하였느냐가 관건이라고 믿고 있는 것이다. 그들은 문학과 영화를 완전히 별개의 자율적인 예술 활동으로 간주하고 저마다 다른 의미화 체계를 기반에 두고 있다는 점을 인정하는 바이다. 그리고 원작소설보다 각색된 영상 텍스트를 우선시하는 비판적 성향을 가지고 있다. 원작소설의 주제나 형식에서 완전히 벗어났다고 할지라도 비난해서는 안 된다고 주장한다.

## 사회적 의미
영화가 예술작품을 집단적, 동시적으로 수용하게 함에 따라서 대중들은 비평적 감상을 할 수 있게 된다. 이는 자기만의 공간에서 이루어지는 문학작품 읽기의 방식과는 다른 문학 향유방식이다. 영화에 대한 관객들의 반응은 자신만의 내적 체험일 수는 없으며 영화의 관객들은 영화나 비디오 출시에 따라서 나오는 공식적, 비공식정 평들과 함께 작품을 접하게 되고 본인 스스로도 그런 평을 하기도 한다. 즉 영화는 집단성과 동시성을 최대한 부각시킨 매체이다. 따라서 문학의 영화화에 대한 심층적 해석은 사회라는 거시적 차원에서의 관점을 필요로 한다. 이는 영화가 다른 어떤 예술 분야보다 정치학, 경제학과 밀접한 관련이 있는 이유이기도 하다.
문학의 영화화는 단순히 원작소설을 영상화하는 것에 그치는 것이 아니라, 당대의 사회 문화적 이념에 기반한 집단적 독해라고 할 수 있다. 특정 시대와 대중의 요구를 반영해서 원작을 재생산한 것이라 할 수 있다. 원작과 영화화된 작품의 차이는 감독과 관객이 처하고 있는 시대의 욕망과 가치관을 보여준다고 할 수 있다.

### 우리들의 일그러진 영웅
영화로의 각색에서 정치성을 보여주는 예로서 1987년에 이상문학상을 수상한 이문열의 동명소설을 영화한 우리들의 일그러진 영웅(박종원 감독, 홍경인, 고경일 주연, 1992년 영화)을 들 수 있다. 이 영화는 주인공 한병태와 엄석대, 담임선생님을 중심으로 오고간 권력과 자유의 함수를 중심 줄거리로 하며, 인물의 기본성격이 거의 변함이 없다는 점에서 원작의 많은 부분을 참조하고 있다고 볼 수 있다. 그러나 원작에서는 경찰에 잡혀가는 엄석대가 영화에서는 계속 권력을 유지하며, 4·19정신의 개혁의지를 가졌던 담임선생님이 국회의원이 돼서 구태의연한 정치인의 모습을 보인다. 이를 1992년 현대사적 의미로 따져볼 수 있다. 1992년에는 1987년부터 고양되었던 민주화 열기가 3당 합당과 92년 총선에서의 여권승리 때문에 꺾여 나갔었다. 이는 국민들의 직선제 개헌에서의 승리 경험이 다시 좌절되는 시기였다. 영화에서의 담임 선생님의 전향과 엄석대의 승승장구는 그러한 좌절을 드러내는 장치라고 볼 수 있다.

## 이점
많은 영화제작자들은 소설 속의 이미지나 장면, 관념, 내러티브 등을 기반으로 영화를 만들 곤 한다. 그렇게 영화를 만드는 데에는 복합적인 요인들이 있겠지만 다음과 이점들을 꼽을 수 있다.
- 1. 상업적 이득 획득[1]

대중에게 잘 알려져 있는 고전적 소설이나 최근의 인기작을 영상화하는 것은 많은 관객동원으로 이어질 가능성이 높기 때문에 상업적으로 이득을 낼 가능성도 높아진다. 개인이 부담 가능한 범위 내의 소자본으로도 출판이 가능한 소설과는 달리 막대한 자본이 투입되는 영화라는 매체의 특성상 경제적 위험부담을 줄이고 이윤을 극대화하고자 할 수 밖에 없기 때문이다.
- 2. 예술성 획득[1]

20세기 초반부터 본격화된 소설의 각색을 통해서 영화의 지위는 향상되었다. 이전에는 노동자를 위한 오락적인 문화양태로 인식되던 보잘것없는 지위에 있었지만, 문학적 내러티브를 시각적으로 구현하는 존경받을 만한 예술작품으로서의 지위에 놓였다.

## 의의
문자의 시대에는 문자를 통해 배우고 익힐 수 있지만 디지털 멀티미디어 시대에는 배우고, 느끼고, 선택하고, 감지하고. 기억하는 과정이 순환 체험되면서 문화를 익힌다. 더 이상 문자는 기득권을 유지할 수 없다. 이러한 탈 중심적, 다매체적 사고는 문학과 각색의 관계에도 적용된다. 항상 각색작품은 원작의 주제와 내용에서 너무 벗어났다거나 의도를 못 살렸느니 비난받았던 반면 문학작품은 상위의 가치를 유지해왔다. 그러나 각색은 한 장르 내에서, 또는 여러 장르 간에 걸쳐서 실행되면서 상호간에 표현 내용이나 형식에 영향을 미칠 수 있다. 이에 따라서 원래 텍스트마저 변형시키고 새로운 창조적 의미를 가질 수 있다. 그러므로 문학의 영화화를 대할 때 선입견에서 벗어나 문화 산업의 관점에서 바라봐야 한다. 하나의 재료를 토대로 다양한 재창조를 시도하는 창작을 무턱대로 폄하해서는 안 된다.

## 같이 보기
- 리메이크
- 각색
- 아카데미 각색상